# Tropico (videojuego)
Tropico es un videojuego de construcción y gestión creado por PopTop Software en 2001. El jugador asume el rol de presidente de una isla caribeña en el contexto de la Guerra Fría, aunque la mayor parte de los aspectos políticos y sociales son tratados con un enfoque humorístico. Tuvo una expansión, Tropico: Paradise Island, que posteriormente fue publicada junto al juego original en el recopilatorio Tropico: Mucho Macho, lanzado en junio del 2002, así como una segunda edición, Tropico 2: Pirate Cove (con temática similar pero ambientada en una isla pirata de los siglos XV-XVI). 
El 14 de septiembre de 2009 se hizo pública la demo de Tropico 3, creado por Haemimont Games y publicado por Kalypso Media, que compró los derechos de la franquicia a Take-Two Interactive. En noviembre del 2009 se publicó Tropico 3, disponible para Windows y Xbox 360 y posteriormente, en mayo del 2010, Kalypso publicó la expansión Absolute Power para Tropico 3, que fue editada en España por FX Interactive en una recopilación llamada Tropico Coleccionista que incluía todos los títulos de Tropico lanzados hasta el momento. El 26 de agosto de 2011 fue lanzado Tropico 4. El 23 de mayo de 2014 fue lanzado Tropico 5.

## Juego
La mayor parte del juego involucra la construcción de diversos edificios y la emisión de edictos, y el objetivo principal es permanecer en el poder. El jugador pierde si pierde las elecciones, si tiene lugar un golpe de Estado o una rebelión que destruyan el palacio de gobierno, o si las relaciones con alguna de las superpotencias (Estados Unidos o la Unión Soviética, los únicos países extranjeros que interactúan con el jugador en el juego, los demás solo otorgan ciudadanías a los extranjeros / turistas) se tensan al punto tal de ocasionar una invasión. 

La bandera de la nación fictica Tropico

### Modos de juego
Hay 3 modos posibles de jugar:
- Tutorial: Para aprender la mecánica del juego. Se deben seguir instrucciones detalladas que explican los diversos aspectos del mismo.
- Escenario: Mapas prediseñados con situaciones establecidas y objetivos determinados.
- Mapa al azar: El jugador determina primero los aspectos generales de la isla: vegetación, riqueza mineral, porcentaje de agua, población inicial, altitud y tamaño. Luego el objetivo general (felicidad del pueblo, ganancias económicas, ganancias personales, o una combinación de todo), las situaciones condicionantes (obligación de llamar a elecciones sin fraude, gran sublevación, sin inmigrantes, sin injerencia estadounidense, o ninguna), la cantidad de años para jugar y el nivel de dificultad político y económico. Todo esto determina un nivel de dificultad general, que se toma en cuenta al calcular el puntaje final. Luego se diseña el perfil como presidente (formación, llegada al poder, dos virtudes, dos defectos; cada cual afectará determinados aspectos del juego), y entonces el juego diseña una isla con las condiciones establecidas, un palacio de gobierno, un muelle, una oficina de construcción, una de camioneros y tres granjas de maíz, así como fondos iniciales de $10 000 y, de entre la población determinada, 3 habitantes con estudios de instituto (2 hombres y una mujer) y 2 con estudios universitarios (hombre y mujer).

### Habitantes
Una de las características que diferencian a este juego de otros juegos de construcción de ciudades es que la población no está compuesta de números, sino que cada habitante de la isla es un personaje personalizado e identificable de la misma. De todo habitante se puede saber cómo se llama (el nombre es incluso modificable por el usuario), dónde vive, dónde trabaja, su familia (padres, cónyuge e hijos), sus preferencias de ocio, sus niveles de satisfacción en determinadas áreas (alojamiento, ocio, religión y sanidad, de un modo comparable al de los Sims), sus habilidades en trabajo, las facciones ideológicas a las que pertenece, su nivel de estudios, inteligencia, liderazgo, valentía, etc; toda ella información relevante para el manejo de la ciudad.

### Política
La población de la isla se divide en varias facciones políticas, aunque no de tipo excluyente, ya que cada habitante puede pertenecer a varias y hay diversos grados de compromiso político con las mismas. Cada facción desarrolla una opinión positiva o negativa de diversos aspectos del juego (características del presidente, edictos emitidos, presencia o ausencia de edificios, etc.), las cuales influyen en el apoyo al gobierno que cada habitante desarrolle, lo cual influirá en voto si se realizan elecciones, en la posibilidad o no de que emigre o de que participe de una rebelión contra el gobierno. 
Si bien sería técnicamente posible satisfacer a todas las facciones, a menudo los deseos de unas contradicen en cierto grado los de otras. 
Las posturas políticas contempladas en el juego son:
- Comunistas: Sus preocupaciones principales se relacionan con la paridad de ingresos, el nivel de las viviendas, y el pleno empleo. Suelen ser la facción más numerosa, y su opinión influye en la de la Unión Soviética
- Capitalistas: Los capitalistas se preocupan en cambio por el crecimiento económico de la isla, y el nivel de vida lujoso de las clases más altas. Su opinión influye en la de Estados Unidos.
- Religiosos: Sus preocupaciones principales se enfocan hacia la presencia de iglesias o catedrales, así como en la moralidad. Si bien el juego no hace referencia explícita a una religión en particular, el contexto del juego da a entender que se trata del Catolicismo, debido a la estructura de los edificios religiosos y la vestimenta de sus trabajadores, además de la posibilidad de emitir el edicto de "Visita papal", el cual aumenta el apoyo de esta facción y la felicidad general.
- Intelectuales: Desean un fácil acceso a la educación, y buenos niveles de libertad cívica. Aunque hay otras maneras de mejorarla, la principal forma de aumentar la libertad es llamando a elecciones. En este caso, un habitante determinado se convierte en el candidato opositor, y todos los habitantes de la isla en edad de votar toman partido por él o el presidente. La elección se realiza un año después, y si el jugador no logra imponerse pierde la partida
- Militaristas: Desean un ejército amplio y numeroso, aunque la presencia de soldados en las calles disminuye la sensación de libertad del resto de los habitantes. La función de los soldados en el juego es aniquilar a los habitantes que se conviertan en rebeldes. Pueden intentar un Golpe de Estado; en cuyo caso se dividirán entre traidores y leales y combatirán entre sí. Si los soldados traidores triunfan y logran realizar el golpe, el jugador pierde la partida.
- Ambientalistas: Desean que se preserve la belleza natural de la isla. Sus intereses entran en conflicto con casi todos los demás, ya que para construir cualquier edificio se deben talar árboles y preparar el terreno en el sitio elegido.

### Avatares
Para gobernar la isla, se elige un líder ya existente (siempre un personaje histórico) o se crea uno a la medida, escogiendo las vestimentas y rasgos físicos y psíquicos. Entre los personajes ya existentes se encuentran, entre otros, los siguientes:
- Maximiliano Hernández Martínez
- Augusto Pinochet
- Fidel Castro
- Juan Domingo Perón
- Eva Perón
- Che Guevara

## Banda sonora
La banda sonora del videojuego está disponible para su compra en Daniel Indart Project.